# Литовсько-московська війна (1561—1570)
Литовсько-московська війна 1558—1570 рр. — війна між Великим князівством Литовським, підтримане Польщею, та Московською імперією.
Вона була частиною великої боротьби Польщі, Литви, Швеції, Данії та Московії за dominium Maris Baltici (володіння Балтійського моря), відома як Перша семирічна війна.

## Причини
Основною причиною початку цієї війни була боротьба Московії на Балтійському морі з метою захоплення портів у Лівонії, що не замерзали взимку. Безпосереднім casus belli стало втручання польсько-литовської держави у суперечку між Ризьким архієпископом Вільгельмом Гогенцоллерном та майстром лівонської гілки Тевтонського ордену Йоганом Вільгельмом фон Фюрстенбергом.

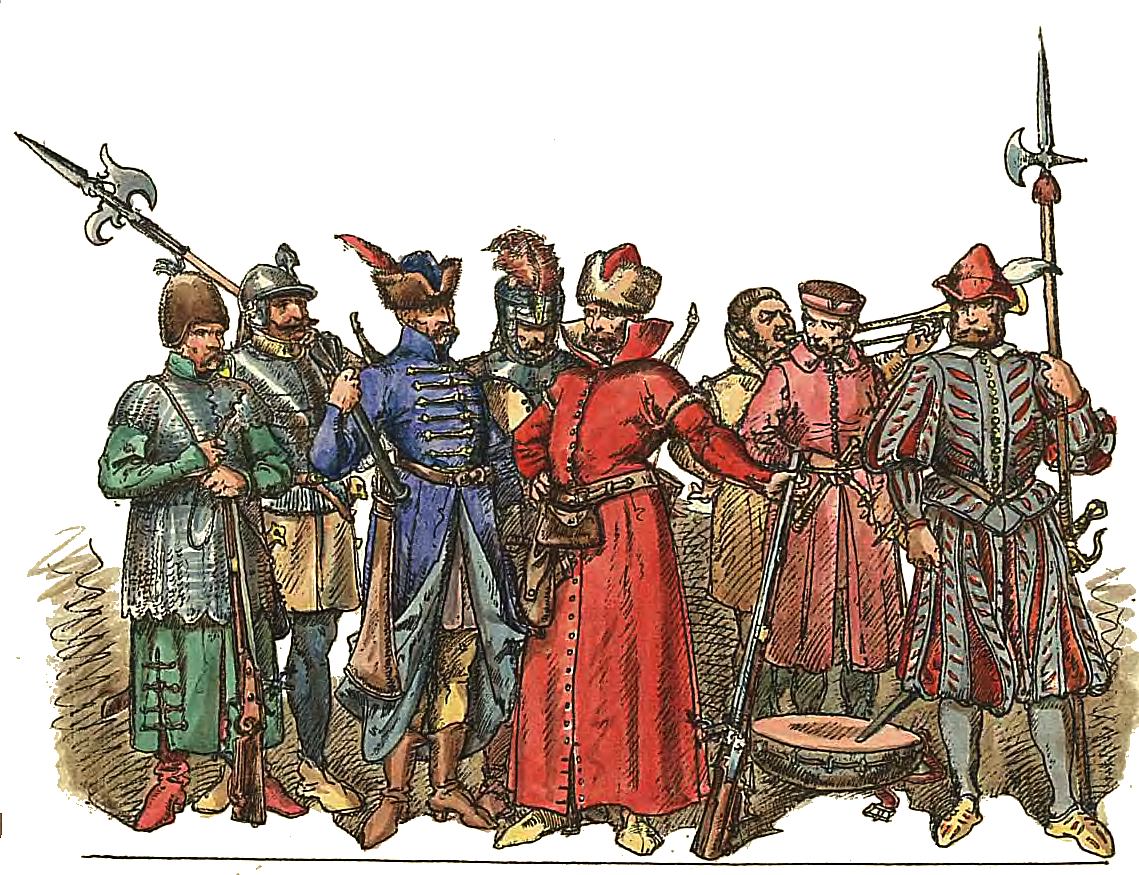
Польська піхота 1548—1572

## Позвольська експедиція

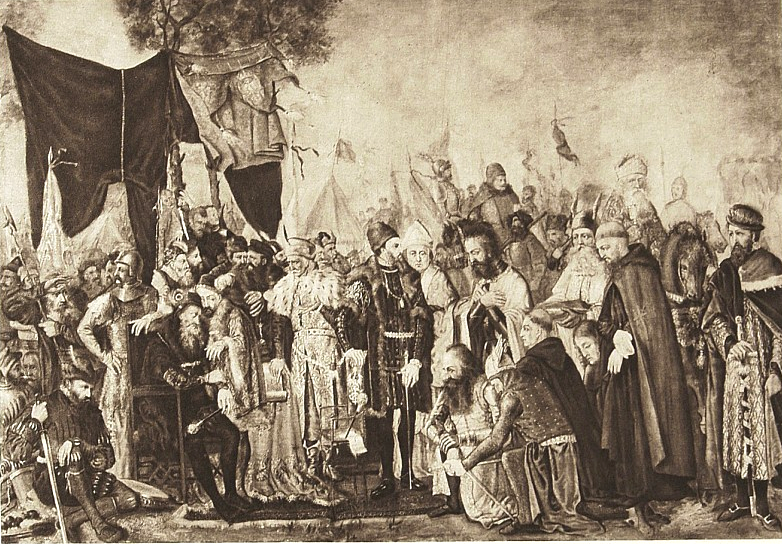
Данина тевтонським лицарям лівонської гілки в Позволі 1557 р., Живопис Маврикіі Готліб

Лівонська гілка Тевтонського ордену приєдналася до Московії в 1554 р., підписавши принизливий мирний договір, за яким вона відмовилася від зв'язків з Польщею та Литвою та зобов'язалася віддавати московитам данину з Тарту. Побоюючись втручання Москви, тевтонські лицарі почали переслідувати Ризького архієпископа Вільгельма, який був прихильником секуляризації Лівонії та приєднання їх до польсько-литовської держави за прикладом Пруссії.
Король Польщі Зигмунт II Август виступив захисником Ризького архієпископства і погрожував Тевтонським лицарям військовим втручанням. У вересні 1557 року в таборі поблизу Посвалісу він зібрав 26 000 солдатів і 56 гармат литовської армії під командуванням великого гетьмана Литовського Миколи Радзівіла Червоного та 20 000 польських військ на чолі з Яном Мелецьким. Військова демонстрація створила очікуване враження на лівонських ченців, так що 14 вересня великий магістр Йоганн Вільгельм фон Фюрстенберг упокорився Сигізмунду Августу і підписав союз проти Московії. Цар Іван IV Грозний сприйняв це як casus belli і розпочав мобілізацію своїх армій.

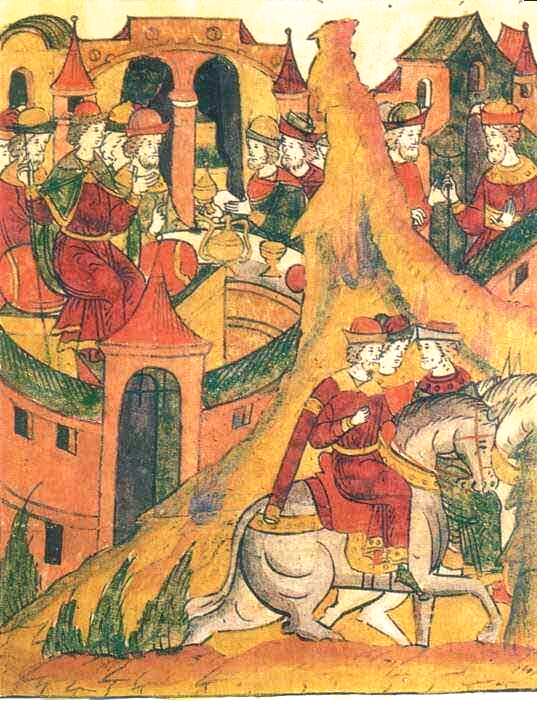
Іван IV Грозний посилає своїх посланців до Литви — московська мініатюра 16 століття

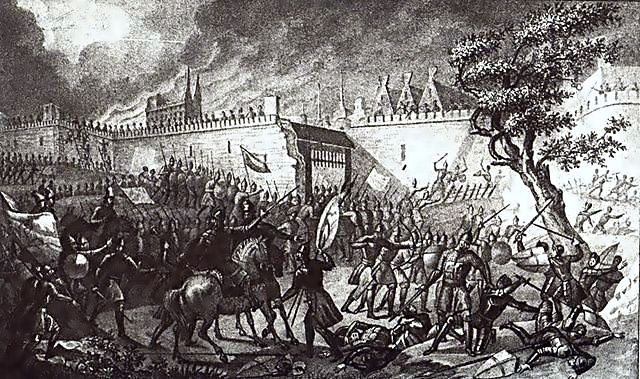
Московити захоплюють Нарву в 1558 році

## Вибух
У січні 1558 року 70 000 московських військ напали на Лівонію. Московити захопили Дерпт, Нарву та кілька лівонських замків. Священна Римська імперія не надавала жодної військової допомоги, формально обмежуючись підтримкою у 100 000 гульденів та введення ембарго на торгівлю стратегічними товарами з Московською державою.
Нарва капітулювала 12 травня. Орден звільнив Фюрстенберга, який без відома ордена розпочав таємні переговори з Данією. Новим великим магістром був обраний польський прихильник Готтгард Кеттлер.
У той же час, в 1560 році, курландський єпископ Йоганн фон Мюнхаузен перейшов до лютеранства і продав титул єпископа данському принцу Магнусу. Таким чином, Данія отримала Озилію та Пілтене. У 1561 р. шведський король Ерік XIV Ваза взяв під контроль Естонію з Ревелем. Почалася Перша семирічна війна.

## Секуляризація Лівонії

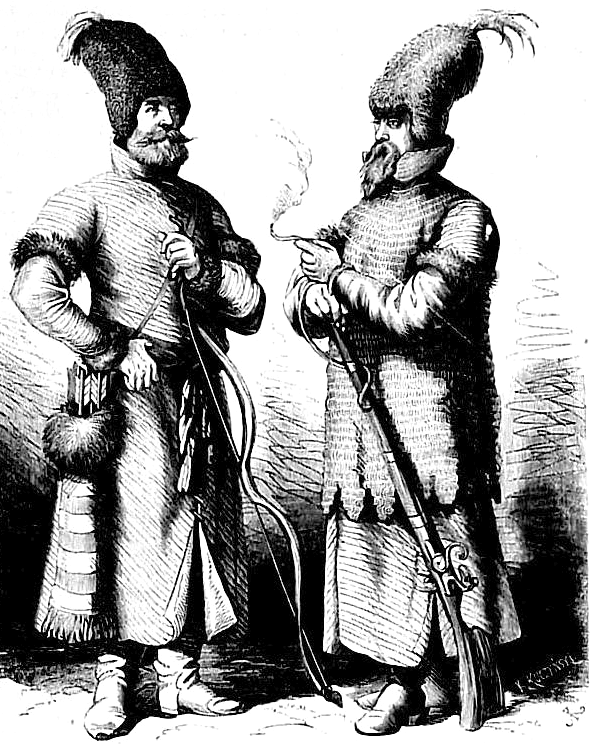
Литовські солдати 16 століття

31 серпня 1559 р. у Вільно було укладено договір, за яким Сигізмунд Август як Великий князь Литовський взяв на себе протекторат Лівонії. Гарантією цієї угоди була передача кількох лівонських замків литовцям. 28 листопада 1561 р. був підписаний Вільнюський пакт, який ліквідував державу Тевтонського ордену в Лівонії та заснував на його місці герцогство Задзвінське (формально з 1566 р.), включене до складу Польсько-Литовської держави, і феодальне Герцогство Курляндія та Семігалія з князем Готтардом Кетлером як прихильником Речі Посполитої.

## Перший етап війни
У 1561 р. Лівонія була укомплектована 10-тисячним корпусом польських найманців, яким командував польний коронний гетьман Флоріан Зебжидовський. У 1562 р. литовська армія Миколи Радзівіла Червоного розпочала напад на Веліж. 19 серпня цього року польські війська з 1300 кавалерією та 200 піхоти на чолі з Старославом Лесновольським, старостою Ружанським, розгромили в битві при Невелем набагато більшу московську армію (близько 25 000 чоловік), якою командував Анджей Курбський.

### Полоцька війна
На початку 1563 р. Литву атакували дві московські армії, відповідно 80 000 та 40 000 чоловік та 200 гармат, під особистим командуванням царя Івана IV Грозного. 31 січня група московських військ силою 32 000 солдатів нанесла удар в околицях Великих Лук у напрямку Полоцька. Після нетривалої облоги московити захопили місто 15 лютого. Полоцький воєвода Станіслав Довойна потрапив у полон, а росіяни втопили всіх місцевих євреїв у Двіні. Потім було підписано припинення вогню на кілька місяців.
5 жовтня 1563 р. У Копенгагені було підписано польсько-данський союз, за яким дві країни зобов'язалися спільно вжити заходів проти Швеції та Росії.

## Другий етап війни

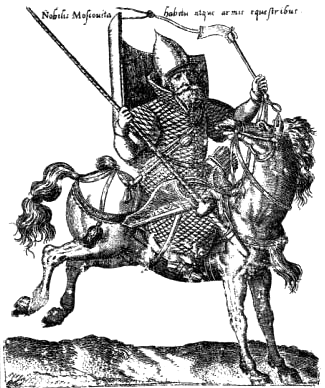
Московський вершник середини 16 ст

Шведські війська напали на Ригу, невдало обложили місто і змушені відступити перед натиском польських найманців під проводом Ернеста Вейхера. У грудні 1563 р. московити здійснили концентрацію двох груп: під керівництвом князя Петра Шуйського в Полоцьку та князя Петра Оболенського в Смоленську. Удар московських військ по Литві зупинив Миколай Радзивілл Червоний, який 26 січня 1564 року разом з литовським фельд- гетьманом Григорієм Ходкевичем переміг росіян під командуванням князя Петра Шуйського в битві під Чашниками, а 7 лютого розбив московське військо в битві під Оршею. У вересні польська армія, якою командував великий гетьман корони Микола Сенявський, приєдналася до литовської армії і зробила невдалу спробу відвоювати Полоцьк. У листопаді московські війська захопили Єзерище.
Тоді в московських рядах з'явилися перші ознаки невпевненості в собі. У квітні до польсько-литовської сторони приєднався князь Андрій Курбський, один із найближчих соратників Івана IV Грозного. Він звільнив усіх таємних прихильників Росії в Лівонії та розкрив литовській стороні мережу московських агентів.
Польсько-литовські війська здійснили диверсійну атаку на Лівонію та Сіверську землю, наблизившись до Стародуба та Чернігова. Росіяни напали на Мстиславське воєводство. У 1565 р. Польсько-литовська армія спустошила околиці Невеля, Веліжа та Великих Лук, захопивши 8000 московських полонених. У липні 1566 р. було підписано коротке перемир'я. Обидві сторони використовували цей час для фортифікаційних робіт. Московити почали будувати фортеці на окупованих землях. Вони почали зводити замки в Уллі, Туровлі, Суші, Нещердо, Козянах і Россонах, під прикриттям яких московське військо мало намір вдарити в центр литовської території. У відповідь Ходкевич почав будувати замки в Лепелі, Воронцю, Дриссі, Дісні та Криві — перекриваючи шлях для можливих військових дій Москви.

### Радошковицька експедиція

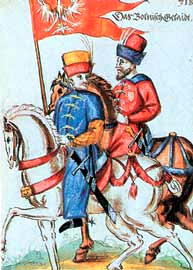
Польська кіннота з середини XVI ст

16 лютого 1567 р. Московія уклала союз зі Швецією проти Литви. 20 липня брацлавський воєвода Роман Сангушко розбив московське військо у Другій битві під Чашниками. Тоді Зигмунт II Август вирішив провести чергову військову демонстрацію, сподіваючись спровокувати повстання князів і бояр в Московії, незадоволених правлінням опричнини. У Радошковічах поблизу Мінська зібралося 47 000 солдатів, у тому числі 30 000 за масовою мобілізацією, і 2400 допоміжних солдатів Корони, які мали близько 100 гармат. У той же час до Московської держави вторглася армія кримських татар Давлета І Гірея, діючи спільно з Польщею та Литвою. Таким чином, Іван IV Грозний був змушений зупинити наступ і повернувся до Московії, де розпочав криваві розправи з потенційними змовниками.

## Третя фаза війни
Польсько-литовська сторона явно перейшла до контрнаступу. На початку 1568 р. Воєвода вітебський Станіслав Пац захопив замок Ситно і погрожував Усвіту та Веліжу. Староста Орша Філон Кміта вдарив на Смоленщину і пройшов до Вязьми. 20 серпня 1568 року Роман Сангушко штурмом взяв замок в Уллі. Московська експедиція у відповідь спалила Вітебськ. Скориставшись послабленням Швеції, Іван IV Грозний створив у 1570 р. маріонеткове королівство на території Лівонії, посадивши на престол Магноса Лівонського.

## Перемир'я

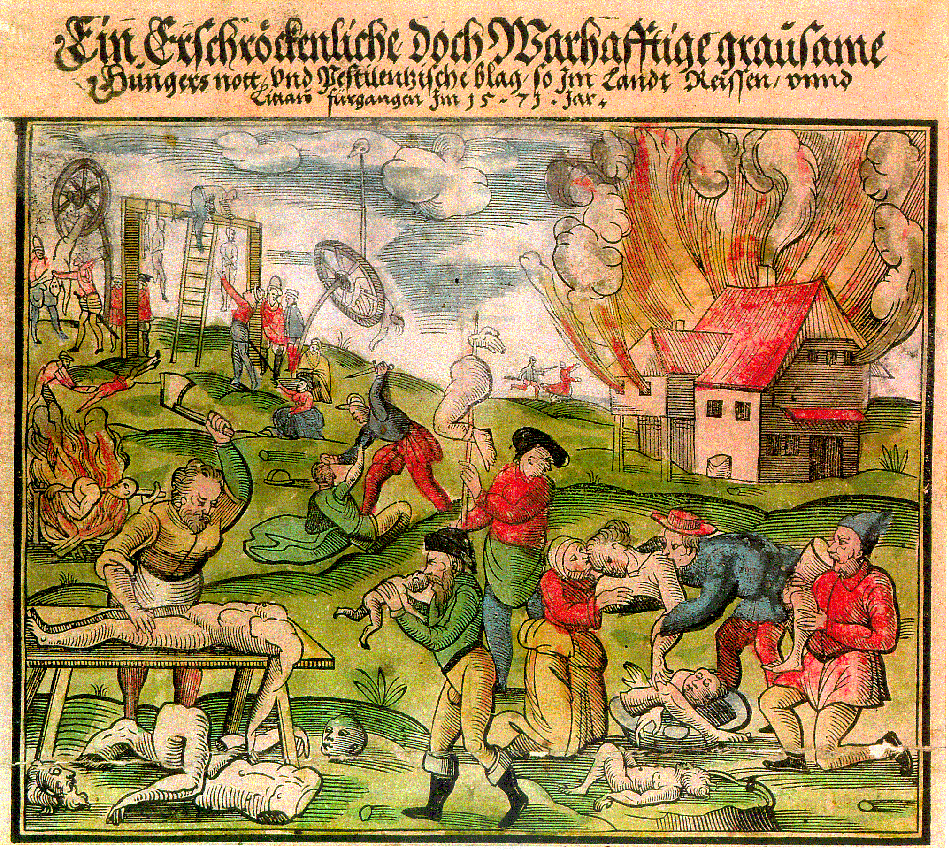
Канібалізм у Великому князівстві Литовському та Руському, німецька графіка XVI ст

Мирні переговори розпочалися в 1568 році. Їх результатом стало підписання трирічного перемир'я в Москві 22 червня 1570 р., підтвердженого Щецинським договором, підписаним 13 грудня, який завершив шведсько-данську війну. Литва віддавала Московії: східну частину Лівонії з кількома замками (в тому числі Марієнбург), Дорптський єпископат, східну частину Естонії, Полоцьк із замком Туровла, частину Вітебської області з замками Єзерища та Усвят.

## Наслідки
Московія отримала основу для подальшої експансії на литовські землі. В результаті загроз існування Великого князівства Литовського відбулося тісніше злиття з його поляками. У 1569 р. була підписана Люблінська унія.
Прикордонні землі Литви та Москви були настільки спустошені та позбавлені їжі, що вже в 1571 р. Там спалахнула велика епідемія чуми із випадками канібалізму.

## Виноски
1. ↑  Stanisław Karwowski Wcielenie Inflant do Litwy i Polski 1558—1561, Poznań 1873.
2. ↑  K. Piwarski, Niedoszła wyprawa radoszkowicka Zygmunta Augusta na Moskwę (rok 1567—1568), «Ateneum Wileńskie», t. IV, Wilno 1927, s. 256—286.